# Sewell
Sewell je bývalé hornické město v Chile. Nachází v centrální části státu v regionu O'Higgins přibližně 150 km jižně od Santiaga.
V roce 2006 bylo zapsáno na seznam světového dědictví UNESCO.
Nachází se v Andách v nadmořské výšce mezi 2 000 a 2 250 m n. m., panuje zde horské klima. V roce 1905 zde byl otevřen v té době největší podpovrchový důl na měď. Jedná se o hornickou osadu, která v době nejvyšší aktivity dolu byla obývána až 15 000 lidmi – horníky s rodinami. V 70. letech 20. století byl ale důl téměř vytěžen a lidé městečko opustili.

## Demografie
| Vývoj počtu obyvatel | Vývoj počtu obyvatel |
| -------------------- | -------------------- |
| Rok                  | Počet obyvatel       |
| 1911                 | 4 000                |
| 1916                 | 9 000                |
| 1918                 | 14 000               |
| 1960                 | 15 000               |
| 1977                 | 1 500                |